# Stegophylla quercicola
Stegophylla quercicola är en insektsart som först beskrevs av Monell 1879.  Stegophylla quercicola ingår i släktet Stegophylla och familjen långrörsbladlöss. Inga underarter finns listade i Catalogue of Life.